# Davor Braun
Davor Braun (Zagreb, 15. studenoga 1963. – 13. ožujka 2020.) bio je hrvatski nogometaš.

## Životopis
Rođen je u Zagrebu 1963. godine. Otac mu je legendarni Dinamov igrač Mirko Braun. Igrao za Dinamo 1981./82. kada je osvojio naslov prvaka, te od 1984. do 1986. godine. Karijeru je nastavio u austrijskom LASK-u.